# ماتاایرسینول
ماتاایرسینول (به انگلیسی: Matairesinol) یک ترکیب شیمیایی با شناسه پاب‌کم ۱۱۹۲۰۵ است. 